# Tucales pastranai
Tucales pastranai är en skalbaggsart som först beskrevs av Prosen 1954.  Tucales pastranai ingår i släktet Tucales och familjen långhorningar. Inga underarter finns listade i Catalogue of Life.